# Ош-Нор-Уэст
Ош-Нор-Уэст (фр. Auch-Nord-Ouest, окс. Aush Nòrd-Oèst) — кантон во Франции, находится в регионе Юг-Пиренеи, департамент Жер. Входит в состав округа Ош.
Код INSEE кантона — 3230. Всего в кантон Северо-восточный Ош входят 8 коммун, из них главной коммуной является Ош.

## Население
Население кантона на 2012 год составляло 9601 человек.
| 1962 | 1968 | 1975 | 1982 | 1990 | 1999 | 2006 | 2012 |
| ---- | ---- | ---- | ---- | ---- | ---- | ---- | ---- |
| —    | —    | —    | —    | 8643 | 8669 | 9057 | 9601 |

## Коммуны кантона
| Коммуна         | Население, чел. (2012) | Почтовый индекс | Код INSEE |
| --------------- | ---------------------- | --------------- | --------- |
| Дюран           | 839                    | 32810           | 32117     |
| Кастен          | 317                    | 32810           | 32091     |
| Мирпуа          | 227                    | 32390           | 32258     |
| Монтот-ле-Крено | 673                    | 32810           | 32279     |
| Ош              | 21 960                 | 32000           | 32013     |
| Преньян         | 1234                   | 32810           | 32331     |
| Роклор          | 584                    | 32810           | 32348     |
| Сент-Кристи     | 564                    | 32390           | 32368     |